# Општина Ворничени (Ботошани)
Ворничени (рум. Vorniceni) општина је у Румунији у округу Ботошани.
Oпштина се налази на надморској висини од 152 m.